# 渕上沙紀
渕上 沙紀（ふちがみ さき、1994年10月5日 - ）は、中国放送（RCC）のアナウンサー。兵庫県西脇市出身。

## 略歴
西脇市立西脇東中学校、兵庫県立西脇高等学校を卒業した。
中学時代はバレーボール部でポジションはアタッカー。高校時代では演劇、大学時代ではダンスをしていた。
愛知県立大学在学中、ワーキング・ホリデーでオーストラリアのブリスベンに1年間滞在した。
ゴールドコーストマラソンでハーフマラソンを完走した。
名古屋ウィメンズマラソン2018で42.195キロを5時間半で完走した。
2018年4月2日、中国放送に入社した。
2018年6月15日、ラジオ『平成ラヂオバラエティごぜん様さま』での天気予報の原稿読みで初鳴きをした。
2018年11月3日、第38回ひろしま国際平和マラソンのビギナーコースに出場した。
2019年4月より、ラジオ『平成ラヂオバラエティごぜん様さま』火曜日レギュラーを務めている。
身長166cm。
2024年10月4日のラジオ『平成ラヂオバラエティごぜん様さま』のエンディングで、同局の伊東平アナウンサーと自身の誕生日である、2024年10月5日に入籍することを発表した。なお、入籍後も退社することなく、旧姓の渕上姓で活動する。
2025年3月28日、産休のため、ラジオ『平成ラヂオバラエティごぜん様さま』を卒業した。
2025年7月18日、第一子を出産(性別不明 )

## 現在の出演

### テレビ
- イマナマ!（2018年6月15日 - ）
  - 月曜コーナー「ふちっとClick情報コーシン」（2019年10月7日 - ）リポーター
  - 火曜コーナー「渕上沙紀のBUTSUBUTSU」→「渕上沙紀のBUTSUBUTSU2」（2021年1月 - ）リポーター
    - 下記については、産休中も他のRCCアナウンサーやタレントが代理で担当する形でコーナーを継続
- 情熱サンフレッチェ（2018年10月 - ）月1回担当 金曜22時54分
- RCC NEWS
- THE TIME,（2021年 - ）中継
- アインシュタインの出没!ひな壇団（2022年4月 - ）進行役、唐澤恋花と交互に出演。

### ラジオ
- 平成ラヂオバラエティごぜん様さま（2018年6月15日，2018年8月16日，2019年2月8日，2019年4月2日 - 2025年3月28日）
  - 泉水はる佳が休みの際に代打パーソナリティを務めたことがある。
  - 2019年4月期より、レギュラーとして火曜を担当。2023年10月期より、木曜・金曜を担当。
- 中国新聞ニュース
- さいねいレストラン　オープニングナレーション

### イベント
- ヨコヤマ☆ナイト（2018年11月29日 - ）

## 過去の出演

### テレビ
- イマなまっ! 木曜コーナー「サキガケ1番 広島ぐるり」（2019年4月 - 9月26日）リポーター
  - 毎週月曜コーナー「カンパイ!広島 3チャンB組コンナツ先生」ナレーション
- 空から発見!瀬戸内海で見つけた未来づくり 大崎上島編（2018年8月13日）
- 渕上沙紀のテレビ健康相談室（2018年10月6日 - 10月20日）
- 元就。（2018年10月14日・28日）町娘
- 街頭TV 出没!ひな壇団（2018年11月17日）ノブチーム
- LIONスポーツスペシャル RCCひろしま女子駅伝競走大会 2019（2019年3月17日）ナビゲーター＆ナレーション
- RCCプロジェクト Eタウン・SPORTS（2019年4月13日 - 2022年11月26日）MC
- 渕上博士のやってみよう!（2019年7月6日、7月13日）ふちがみ博士 役
- 音楽の日2019 第1部（2019年7月13日）福山市・シーパーク大浜会場進行 ※TBSテレビ制作番組
- 元就。二百万一心!（2021年4月3日 - 2025年3月30日）
- オールスター感謝祭'22秋（2022年10月1日）「東京ドイツ村ミニマラソン」ゲストランナー ※TBSテレビ制作番組
- 鈴木福のミミヨリ!ひろしま（2024年6月30日、7月7日、7月14日）リポーター
- KICK OFF! KANSAI（2024年7月8日）代打MC ※毎日放送制作番組[8]

### ラジオ
- それ聴け!スポ魂（2018年度）週1回担当
- RCC ラジオ･チャリティ･ミュージックソン（2018年12月24日-25日）
- ショコラジ（2020年4月5日 - 2023年10月1日）
- 小林克也のNo.1 RADIO（2022年11月23日）アシスタント
- 中四国ライブネット　ラジオdeドライブナビゲーション!（2023年10月1日）
- 西田篤史のシンラジラ（2023年11月7日）ゲスト
- 広島平和記念式典中継（2024年8月6日）
- 中四国ライブネット　ラジオdeドライブナビゲーション 2!（2024年9月8日）

### 配信
- RCC PLAY!
  - RCC新人アナウンサー 渕上沙紀のスタートライン（2018年4月 - 6月、全13回）後にGYAO!でも配信[4]
  - 目指せ!広島NO.1アナウンサー 渕上沙紀が平和マラソンに挑む（2018年10月 - 11月、全7話）

### CM
- カープ公式アプリ カーチカチ!（2019年） - Carp×中国新聞×RCCコラボアプリ。スマートフォンやタブレット端末で利用できる。

### イベント
- 第7回ひろしまケアコンテスト（2024年11月25日）司会

## CD
- 広島の空 / ガンバレ!（2018年10月27・28日ひろしまフードフェスティバル会場先行発売 / 2018年11月1日発売）平成30年7月豪雨災害支援CD[9]